# 玻璃山镇
玻璃山镇，是中华人民共和国吉林省四平市双辽市下辖的一个乡镇级行政单位。

## 行政区划

### 沿革
- 1956年置乡。
- 1963年改公社。
- 1984年复置乡。
- 1994年撤乡建镇。

### 下辖
玻璃山镇下辖以下地区：
玻璃山村、聚宝村、永安村、合心村和长岭村。